# پروپستبرگ (ویرجینیای غربی)
پروپستبرگ (به انگلیسی: Propstburg) یک منطقهٔ مسکونی در ایالات متحده آمریکا است که در شهرستان پندلتن، ویرجینیای غربی واقع شده‌است.